# Franz Ludwig Pfyffer

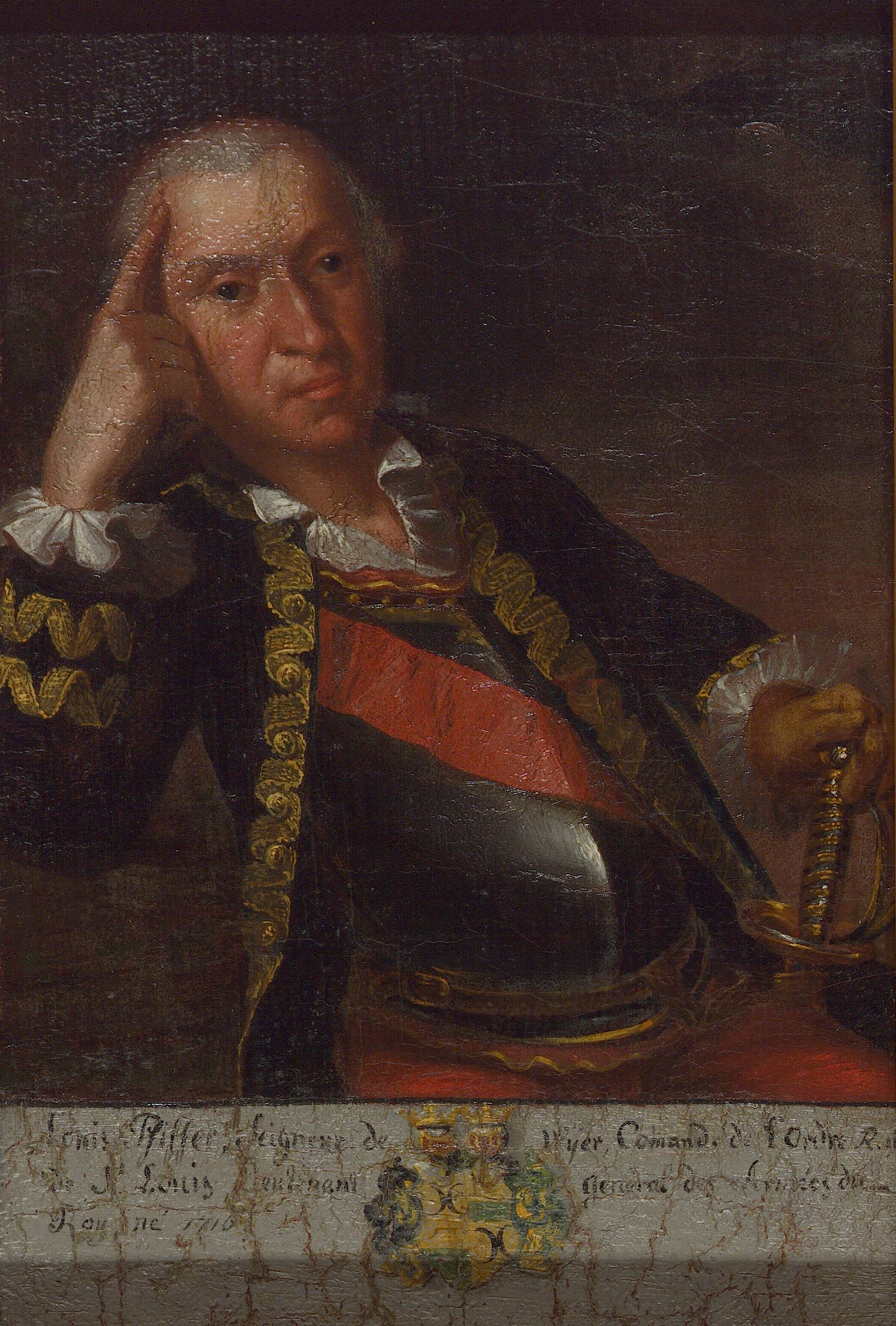
Porträt von Franz Ludwig Pfyffer von Wyher

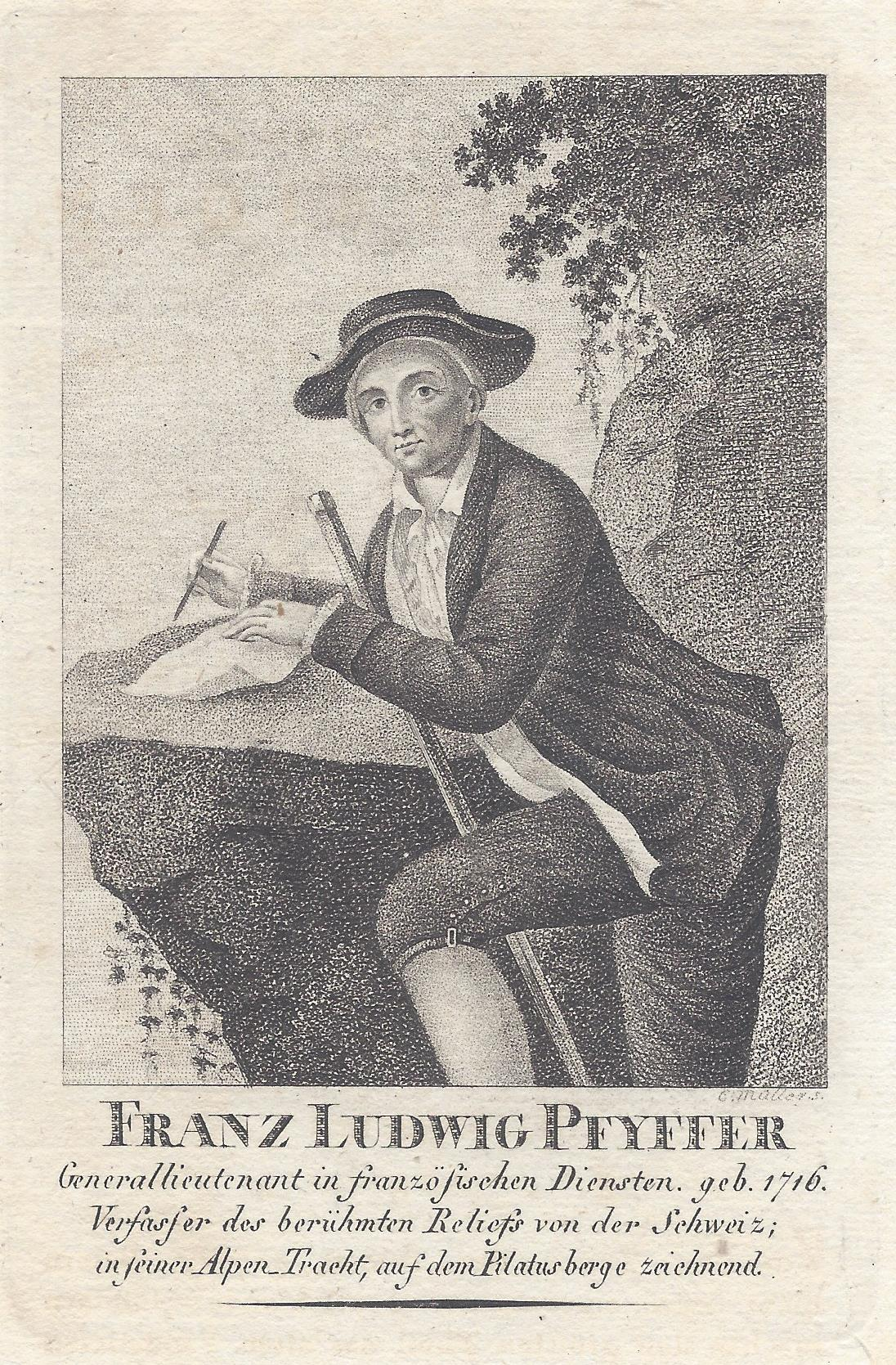
Franz Ludwig Pfyffer in seiner Alpen-Tracht. C. Müller nach Christian von Mechel, um 1790

Franz Ludwig Pfyffer von Wyher (* 18. Mai 1716 in Luzern; † 7. November 1802 ebenda), Herr zu Wyher, Generalleutnant in französischen Diensten, Kommandeur des St. Ludwigsorden und Mitbegründer der Eidgenössischen Militärischen Gesellschaft, war ein Schweizer Staatsmann und Militär sowie Bergsteiger und Topograf. Sein Relief der Urschweiz, die älteste grossräumige dreidimensionale Darstellung einer Gebirgslandschaft, gilt als Meilenstein auf dem Weg zur modernen Kartographie.

## Leben

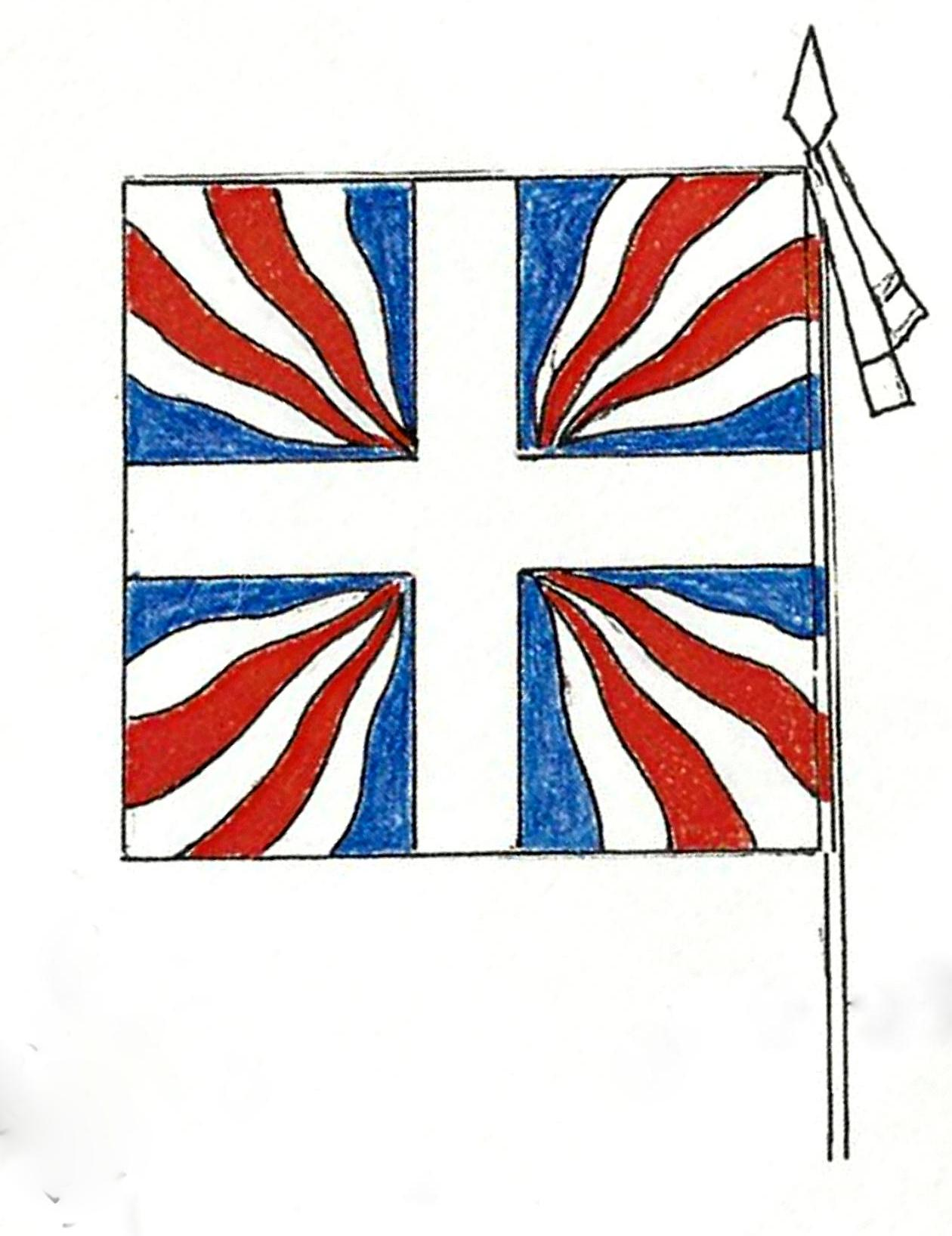
Regimentsfahne von Franz Ludwig Pfyffer in Frankreich, 1763–1769

Franz Ludwig Pfyffer entstammte einem Zweig der Luzerner Patriziergeschlecht Pfyffer, der sich Pfyffer von Wyher nannte und zurückging auf den grossen Staatsmann und Heerführer Ludwig Pfyffer von Altishofen, genannt der «Schweizerkönig». Wie alle seine Vorfahren absolvierte auch Franz Ludwig Pfyffer die Kadettenschule in Paris und war bereits 1736 Hauptmann und Kompaniekommandant im französischen Schweizergarderegiment von Erlach, das im Polnischen Thronfolgekrieg und im Österreichischen Erbfolgekrieg eingesetzt wurde. Dabei zeichnete sich Pfyffer zweimal durch Mut und Tapferkeit aus, was ihm das Kommandeurskreuz des St.-Ludwigs-Ordens eintrug. 1752 wurde er Kleinrat von Luzern und machte sich als Reorganisator des Luzerner Strassennetzes einen Namen. Ab 1763 war er Oberst des französischen Schweizerregiments von Sonnenberg, wurde Maréchal de camp (Brigadegeneral) und 1768 Generalleutnant. 1779 gehörte er zu den Mitbegründern der Eidgenössischen Militärischen Gesellschaft, deren Präsident er 1786 bis 1789 war. In Frankreich lernte Pfyffer den Nutzen der Ingenieurs- und Vermessungskünste für die Artillerie kennen. Die einst von König Ludwig XIV. angelegte Sammlung von Festungsmodellen weckte bei Pfyffer grosses Interesse, worauf er in Paris in der Modellbaukunst unterrichten liess. Auf dieser Grundlage entstand zwischen 1762 und 1786 das berühmte Relief der Innerschweiz. 1768 gab er sein Regimentskommando ab und kehrte dauerhaft nach Luzern zurück.
In der Schweiz pflegte Franz Ludwig Pfyffer freundschaftliche Kontakte auch zu andern aufgeklärten Vertretern des gebildeten Ancien Régime, so u. a. zum gelehrten Historiker und General Beat Fidel Zurlauben, zu den Mathematikern und Flugpionieren Franz Plazid und Franz Xaver de Schumacher im Himmelrich, die den ersten geometrischen Elevationsplan der Stadt Luzern schufen, zum Physiker Horace-Bénédict de Saussure, der als Erster forschend die Gletscherregionen am Mont Blanc durchstreifte und zu Charles François Exchaquet, der das erste plastisches Modell der Mont-Blanc-Gruppe schuf.
Seit 1741 war Franz Ludwig Pfyffer mit Marie Josse d’Hemel aus Argenteuil verheiratet, die wegen der Episode ihres Scheintodes eine gewisse lokale Berühmtheit erreichte. In Luzern wohnte die Familie in zwei Häusern beim Mühleplatz, wovon eines heute das Gesellschaftshaus der Herren zu Schützen am Löwengraben ist. Schloss Wyher bei Ettiswil diente der Familie als Sommerresidenz.

## Relief der Urschweiz
Bereits 1750 hatte Pfyffer aus Pappdeckeln und Wachs ein Relief des Pilatus geschaffen. In jahrzehntelanger Arbeit entstand dann von 1762 bis 1786 das Relief der voralpinen und alpinen Region um den Vierwaldstättersee. Das Relief im Massstab von ca. 1:11'500 ist 26 Quadratmeter gross (6.7 · 3,9 m, max. Höhenunterschied: ca. 28 cm, d. h. ohne künstliche Überhöhung). Es wurde aus 136 Einzelelementen zusammengesetzt. Als Materialien hat Pfyffer Holzlatten, Holzkohleresten und Ziegelstücke verwendet, die Oberfläche ist aus einer Gips-Sand-Masse modelliert und mit einer dünnen, bemalten Schicht Bienenwachs überzogen. Dabei zeichnet sich das Modell durch grosse Detailgetreue aus; auch einzelne Häuser, Wege und Bäche (aus wellenförmig gedrehten Drähten) sind erkennbar.
Die Daten für das Relief erarbeitete sich Pfyffer mit dem Mittel der Triangulation selber. Auf seinen Touren fertigte er zahlreiche Skizzen an, heute sind noch 94 davon bekannt. Neueste Forschungen haben ergeben, dass Pfyffer weit systematischer und genauer arbeitete, als bisher angenommen.
Das Relief diente nicht nur militärisch-praktischen Zwecken, sondern drückt vor allem die Faszination für den alpinen Raum aus. Als topografische Höchstleistung diente es als Vorbild und Ausgangslage für weitere Künstler und Kartografen, zum Beispiel Jakob Joseph Clausner und Christian von Mechel; auch Alexander von Humboldt wurde davon angeregt.
Bis 1873 befand sich Pfyffers Werk in dessen Privathaus am Löwengraben. Seither ist es als Dauerleihgabe der Korporation Luzern im Museum des Gletschergartens Luzern ausgestellt. Als prominente zeitgenössische Besucher sind u. a. überliefert:
- Johann Wolfgang von Goethe, deutscher Dichter und Universalgelehrter
- Alessandro Volta, italienischer Physiker
- William Coxe, englischer Historiker
- Louis-Sébastien Mercier, französischer Schriftsteller, Dramaturg und Journalist

In Hans Jakob Holzhalbs Supplements zu Johann Jacob Leus Allgemeines Helvetisches, Eydgenössisches, Oder Schweitzerisches Lexicon heisst es:

«In der Wohnung des Hrn. General Pfyffers von Wyer ist eine der sehenswürdigsten Sachen der Stadt Luzern anzutreffen; nämlich, die topographische Vorstellung eines grossen Theils der Eidgenossenschaft, so von ihm selbst mit vieler Mühe und Kunst verfertiget worden, und von Kennern auf das Höchste bewundert wird. […] Das Ganze ist darinnen auch bis auf das Kleinste richtig, und enthält nicht nur alle Berge, Seen, Flüsse, Städte, Dörfer und Wälder, sondern auch jede Hütte, Loch, Brücke, Pfad; ja sogar jedes Kreuz wird genau und deutlich vorgestellt.»

## Einsatz für das Freiheitsdenkmal (1783–1796)
1783 besorgte Pfyffer für Abbé Raynal, dessen Wunschstandort auf dem Rütli sich nicht verwirklichen liess, die Errichtung eines Freiheitsdenkmals auf der Insel Altstadt vor dem Meggenhorn – in seinem Relief ist das Denkmal mit einem Metallstift dargestellt. Das Denkmal selber wurde durch einen Blitzschlag 1793 so stark beschädigt, dass es abgebrochen wurde.